# قلعه گونگنه
قلعه گونگنه (به کره‌ای: 국내성)، در زمان پادشاه یوریمیونگ به‌عنوان پایتخت گوگوریو انتخاب شده بود. این قصر در طول تاریخ گوگوریو از نظر استراتژیک بهترین پایتخت تاریخ گوگوریو به حساب می‌آمد زیرا برای دستیابی و تصرف این قصر، دشمن حتماً باید ابتدا قلعه یودونگ را تصرف می‌کرد و سپس به سمت قلعه گونگنه حرکت می‌کرد که هیچ‌یک از فرمانروایان دشمن گوگوریو از پس این کار بر نیامد. پس از جولبون این شهر از سال ۳ میلادی تا ۴۲۷ میلادی پایتخت گوگوریو بود و پس از آن پایتخت تا سقوط امپراتوری (۶۶۸ میلادی) به قلعه پیونگ‌یانگ منتقل شد.